# Arcytophyllum rivetii
Arcytophyllum rivetii är en måreväxtart som beskrevs av Paul Auguste Danguy och Henri Chermezon. Arcytophyllum rivetii ingår i släktet Arcytophyllum och familjen måreväxter. Inga underarter finns listade i Catalogue of Life.